# Dive (Lied)
Dive ist ein Lied des US-amerikanischen R&B-Sängers Usher und die fünfte Single aus seinem siebten Studioalbum Looking 4 Myself. Sie wurde am 31. August 2012 veröffentlicht.

## Hintergrund und Komposition
Dive ist ein 3:47 Minuten langer, ruhiger R&B-Song. Usher selbst sagte, er wollte auf seinem Album Looking 4 Myself experimentieren, und er sei stolz auf dieses Lied. Es wurde am 31. August 2012 veröffentlicht. Es wird nur in den USA verkauft, ein Termin für eine weltweite Veröffentlichung ist noch nicht beschlossen.

## Musikvideo
Das Video zu Dive wurde im Juli 2012 gedreht und am 26. August 2012 veröffentlicht. Es zeigt Usher mit Chanel Iman, die Ushers Geliebte spielt.

## Rezeption
Das Lied bekam oft positive Kritik. DJ Booth beispielsweise lobte die Produktion, bezeichnete Dive als "potenziellen Hit von Usher" und vergab .